# Leann Hunley
Leann Hunley (ur. 25 lutego 1955 w Forks, w stanie Waszyngton) – amerykańska aktorka telewizyjna, najbardziej znana z dwóch oper mydlanych: NBC Dni naszego życia (Days of Our Lives) jako Anna Fredericks DiMera i ABC Dynastia (Dynasty) w roli Dany Waring Carrington.

## Życiorys
Przyszła na świat w Forks, 120 mil od północno-zachodniego Seattle przy Wybrzeżu Waszyngtonu jako najmłodsza z czworga dzieci kosmetyczki i rybaka. Ukończyła studia na Uniwersytecie Waszyngtońskim w Seattle.
W 1977 została wybrana wicemiss Hawajów i zaraz potem dorabiała jako modelka. Po raz pierwszy pojawiła się na szklanym ekranie w dwóch odcinkach serialu CBS Hawaii Five-O (1977, 1978), a następnie w sitcomie NBC Pomysły szeryfa Lobo (The Misadventures of Sheriff Lobo, 1979, 1980). Za rolę Anny Fredericks-DiMera w operze mydlanej NBC Dni naszego życia (Days of Our Lives, 1982-86 i od 21 czerwca 2007) w 1986 roku otrzymała nagrodę Emmy i nominację do nagrody Soap Opera Digest.
Kolejną nominację do nagrody Soap Opera Digest przyniosła jej postać Dany Waring Carrington, lojalnej asystentki Denver-Carrington, żony Adama Carringtona (Gordon Thomson) w operze mydlanej ABC Dynastia (Dynasty, 1986-88). Wystąpiła potem w operze mydlanej Aarona Spellinga Agencja modelek (Models, Inc., 1994) jako Marcia Carson z udziałem Lindy Gray, Camerona Daddo, Carrie-Anne Moss, Jamesa Wildera i Emmy Samms, serialu Jezioro marzeń (Dawson’s Creek, 1998) w roli Tamary Jacobs, nauczycielki angielskiego w szkole średniej, która wdaje się w burzliwy związek z jednym z jej uczniów (Joshua Jackson) i serialu Warner Bros. Kochane kłopoty (Gilmore Girls, 2005) jako Shira Huntzberger.

## Życie prywatne
Była mężatką z Billem Sheridanem (od 10 maja 1980 do 2001).

## Filmografia

### Filmy wideo
- 1993: Bogate biedaki (The Beverly Hillbillies) jako panna Arlington
- 1995: Gliniarze N Roberts (Cops N Roberts)
- 2001: Twój opiekun (Your Guardian) jako Tanna Hildegard

#### Filmy TV
- 1978: Wyspiarz (The Islander) – żona Maca
- 1989: Wolf
- 1992: Słodki zapach śmierci (Coopersmith) jako Laraine Sands
- 1993: Niemy świadek (Silent Victim) jako Chrissy Lee
- 1999: Ostatnie takie ranczo (Horse Sense) jako Jacy Woods

#### Seriale TV
- 1977: Hawaii Five-O jako sekretarka Longwortha
- 1978: Hawaii Five-O jako Lucy Sutherland
- 1978: Battlestar Galactica jako Wojowniczka
- 1979: Pomysły szeryfa Lobo (The Misadventures of Sheriff Lobo) jako Sarah Cumberland
- 1979: Pani Columbo (Mrs. Columbo) jako Judy
- 1979: Battlestar Galactica jako pilot
- 1979-1980: Pomysły szeryfa Lobo (The Misadventures of Sheriff Lobo) jako Sarah Cumberland
- 1982: Fantastyczna wyspa (Fantasy Island) jako sekretarka
- 1982-1986: Dni naszego życia (Days of Our Lives) jako Anna DiMera
- 1983: Hart dla Hart (Hart to Hart) jako Diane
- 1984: Airwolf jako Meryl
- 1985: Niesamowite historie (Amazing Stories)
- 1986: Hotel jako Catherine
- 1986: Nieustraszony (Knight Rider) jako Liz Preston
- 1986-1988: Dynastia (Dynasty) jako Dana Waring Carrington
- 1988: Napisała: Morderstwo (Murder, She Wrote) jako Shannon McBride
- 1988: Simon i Simon (Simon & Simon) jako R.J. Simmons / Violet Harlowe
- 1988: Autostrada do nieba (Highway to Heaven) jako Jennifer
- 1989: Who’s the Boss? (Gdzie szef?) jako Lisa
- 1990: Matlock jako Leanne Wilson
- 1990: Uśmiechy losu (Lucky/Chances) jako Eden
- 1990: Prawnicy z Miasta Aniołów (L.A. Law)
- 1990: Projektantki (Designing Women) jako Gaby
- 1990: Napisała: Morderstwo (Murder, She Wrote) jako Dana Darren
- 1991: Ogień Gabriela (Gabriel’s Fire) jako Gwen Kidder
- 1991: Księżniczki (Princesses) jako Andrea Sussman
- 1993: Kochany tatuś (Daddy Dearest) jako Pam
- 1994: Z pomocą niebios (Heaven Help Us)
- 1994: Agencja modelek (Models, Inc.) jako Marcia Carson
- 1994: Pomoc domowa (The Nanny) jako Barbie Jo
- 1994: Napisała: Morderstwo (Murder, She Wrote) jako Lydia De Kooning
- 1995: Bajer z Bel-Air (The Fresh Prince of Bel-Air) jako Joan
- 1995: Prawo Burke’a (Burke’s Law) jako Leslie Livingston
- 1995: Murphy Brown jako Linda
- 1996: Nowe przygody Supermana (Lois & Clark: New Adventures of Superman) jako Emily Channing
- 1996: Hudson Street jako Elizabeth Owens
- 1997: Siódme niebo (7th Heaven) jako Rachel Grewe
- 1998: Jezioro marzeń (Dawson’s Creek) jako Tamara Jacobs
- 1999: Baza Pensacola (Pensacola: Wings of Gold) jako Lauren Wells
- 1999: Ostatnie takie ranczo (Horse Sense) jako Jacy Woods
- 2003: Strong Medicine jako Renee Van Dyke
- 2003: Ja się zastrzelę (Just Shoot Me!) jako Binnie
- 2005: Kochane kłopoty (Gilmore Girls) jako Shira Huntzberger
- 2007-2010, 2017, 2019: Dni naszego życia (Days of Our Lives) jako Anna DiMera
- 2009: Prawo i porządek: sekcja specjalna (Law & Order: Special Victims Unit) jako Joyce Shepard
- 2010: Agenci NCIS (NCIS) jako młoda Joann Fielding
- 2012: Dorastająca nadzieja (Raising Hope) jako Francine